# Forbici vince carta vince pietra
Forbici vince carta vince pietra (Scissors Cut Paper Wrap Stone) è un romanzo di fantascienza dello scrittore Ian McDonald pubblicato nel 1994.

## Storia editoriale
L'autore dichiara di essersi ispirato, nella descrizione del pellegrinaggio del protagonista, al libro di Oliver Statler Japanese Pilgrimage (1984), cercando di rendere omaggio a quello che considera "un capolavoro sottovalutato", e di aver tratto l'idea degli Autoritative Typefaces (letteralmente "caratteri tipografici autoritari") dal libro di Jon Wozencroft The Graphic Language of Neville Brody (1988); questi due libri hanno molto influenzato il suo lavoro. Ian McDonald afferma inoltre di voler ringraziare Robert M. Pirsig per la sua visione religiosa del mondo che ha in qualche modo permeato il romanzo. L'autore spiega di aver maturato l'idea per il romanzo durante la frequenza del corso di design e comunicazione dell'Università dell'Ulster, da lui frequentato nel 1992.
L'opera è stata finalista al Premio Philip K. Dick e ha vinto il Kurd Lasswitz Preis, assegnato in Germania nel 1995 con l'edizione pubblicata in lingua tedesca (Schere schneidet Papier wickelt Stein) per la categoria "miglior romanzo straniero".

## Trama
(Ian McDonald, Forbici vince carta vince pietra)
Nel 2025 l'equilibrio geopolitico è profondamente mutato e il Giappone, dove la storia si svolge, è arretrato in un feudalesimo post-industriale governato da organizzazioni di security che impongono protezione mafiosa ai cittadini. La più potente di queste è la ToSec. La tecnologia ha soppiantato la religione e la memoria dei morti viene salvata su simulatori che mantengono in vita gli avatar dei defunti.
La narrazione si dipana attraverso una serie di flashback: il protagonista Ethan Ring intraprende un pellegrinaggio in bicicletta lungo le orme del monaco Kōbō Daishi, profeta del Buddhismo Shingon. Nel lungo viaggio, da compiersi visitando 88 templi attraverso un Giappone decadente, ostaggio di gang giovanili contrapposte alle agenzie private di sicurezza. Ethan viene accompagnato dall'amico Masahiko, suo ex compagno di università e disegnatore di un manga di culto Danjuro 19: Kabukiman!; durante il pellegrinaggio l'amico cerca di superare il dolore per la morte della sua ragazza, uccisa da una gang durante una rapina.
Ethan è depositario di un terribile potere: anni prima aveva scoperto, insieme al compagno di studi Marcus Cranitch, che le emozioni che le opere d'arte scatenano nelle persone, potevano essere condensate all'interno di rappresentazioni grafiche elementari. Grazie a una lunga ricerca informatica Marcus sintetizza dieci simboli cui assegna i nomi dei Sefirot della Cabala ebraica. I segni, chiamati nella storia "frattori", sono in grado di scatenare nell'osservatore incontenibili emozioni: Malkuth l'obbedienza, Yesod il piacere, Hod l'adorazione, Nezah l'angoscia, Tiferet la guarigione fisica e mentale, Gevurah il terrore, Hesed l'eccitazione, Binah la perdita del senso tempo, Hokhmah l'oblio e per ultimo il potentissimo Keter l'annichilimento. Marcus entra in coma dopo aver guardato per errore il frattore Keter visualizzato sullo schermo del suo computer dal programma da lui creato, chiamato appunto Sefirot; il ragazzo uscirà dal coma ma morirà pochi minuti dopo, ucciso dal semplice ricordo del frattore osservato per errore. Ethan inizialmente vorrebbe distruggere il programma Sefirot che genera e combina i simboli creando un vasto alfabeto di emozioni, ma è stregato dal potere dei frattori e decide di nascondere la scoperta. Si confida con la ragazza, Luka Casipriadin; questa gli chiede con veemenza di distruggere i risultati delle ricerche di Marcus ma quando capisce che Ethan non le darà mai ascolto, si separa da lui trasferendosi a Parigi. Dopo la strana morte di Marcus i servizi segreti europei si interessano all'incidente e scoprono il segreto di Ethan. Il ragazzo viene rapito e convinto a collaborare con i servizi; Ethan dovrà usare i frattori, due dei quali si è tatuato sul palmo delle mani, per estorcere confessioni a spie e poi cancellarne la memoria.
Nel pellegrinaggio Ethan utilizza i frattori a fin di bene, guarendo una ragazza dalla depressione, facendo riacquistare l'uso delle gambe a un viandante incontrato durante il viaggio, Mr Spider, e per proteggersi dall'attacco di cani da guardia che avevano aggredito lui e l'amico Masahiko. Durante quest'ultima vicenda la strana morte degli animali attira la curiosità della ToSec che, assoldata dai servizi europei per proteggere a distanza Ethan durante il viaggio, scopre il segreto dei frattori e decide di impadronirsi del programma che li genera. Difendendosi da un'aggressione Ethan si sbarazza dei sicari della ToSec ma nella lotta un monaco che aveva dato ospitalità ai due pellegrini, viene gravemente ferito e quindi curato da Ethan con l'ausilio del frattore Tiferet. Nel tentativo di liberarsi la coscienza dal peso dei misfatti perpetrati dietro ordine dei servizi segreti europei, il ragazzo decide di provare a liberare il Giappone dalle angherie della ToSec uccidendone il padre fondatore, Lord Takeda. Con i simboli tatuati sulle mani e con quelli impressi sulla carta con una stampante portatile, Ethan si libera della sorveglianza introducendosi nel palazzo di Takeda. Qui affronta l'uomo che, morto da anni a causa di un cancro, ha trasferito la sua memoria nei computer del palazzo agendo per mezzo di avatar, tra cui un robot da combattimento che Ethan è costretto ad affronta. Con difficoltà, essendo l'androide immune ai frattori, Ethan si difende con arti marziali riuscendo, pur gravemente ferito e attaccato dallo stesso frattore Keter copiato dall'androide e rivolto contro di lui, a scaricare direttamente il programma Sefirot nella memoria del robot. L'automa viene distrutto e con lui vengono cancellate nel contempo tutte le memorie dei computer della ToSec e lo stesso programma Sefirot. Ethan viene recuperato da Masahiko, curato in un monastero dove viene raggiunto da Luka che, felice per la scelta di Ethan di liberarsi dei frattori, si riconcilia con il ragazzo.

## Personaggi
Ethan RingStudente di grafica in Giappone, con un compagno di studi scopre che particolari simboli grafici hanno effetti psicologici dirompenti su uomini, animali e intelligenze artificiali.
"Mas" MasahikoEx compagno di università di Ethan, disegnatore di un manga di culto. Intraprende il viaggio con l'amico per cercare di dimenticare la morte della ragazza, uccisa durante una rapina.
Luka CasipriadinLa ragazza di Ethan, artista affascinata dalle nuove tecnologie che utilizza per creare installazioni multimediali ispirate al futurismo di Umberto Boccioni.
Marcus CranitchGenio dell'informatica, compagno di studi di Ethan con il quale scopre il potere dei simboli grafici. Muore dopo aver osservato per sbaglio il più potente di essi, Keter, il frattore dell'annichilimento.
Mr SpiderKiyoshi Ueno è un viandante incontrato lungo il pellegrinaggio. Rimasto vittima di un incidente d'auto che lo ha privato dell'uso delle gambe, si è fatto impiantare sei arti artificiali assumendo il soprannome di Mr Spider (in inglese, "ragno") e ha iniziato il viaggio sovvenzionato da sponsor. Verrà avviato verso la guarigione da Ethan con l'aiuto del frattore Tiferet.
Lord TakedaIl direttore generale della ToSec, l'avatar del defunto Takeda morto di cancro anni prima, mantenuto in vita da un simulatore. La sua società è stata incaricata dai servizi europei di proteggere Ethan durante il pellegrinaggio ma avendo scoperto il suo potere e quello dei frattori, decide di ucciderlo per mezzo di un androide, per appropriarsi del programma di Marcus. Viene ucciso da Ethan e il suo avatar cancellato con l'aiuto di Tiferet.

## Edizioni
- (EN) Ian McDonald, Scissors Cut Paper Wrap Stone, 1ª ed., New York, Bantam Spectra, 1994, ISBN 0-553-56116-2.
- Ian McDonald, Forbici vince carta vince pietra, traduzione di Antonio Caronia, Tascabili n.469, Torino, Einaudi, 1997, ISBN 88-06-14564-9.
- (EN) Ian McDonald, Scissors Cut Paper Wrap Stone, Open Road Media, 2013, ISBN 9781480432147.
- Ian McDonald, Forbici vince carta vince pietra, traduzione di Antonio Caronia, e-book Urania n.138, Milano, Mondadori, 2014, ISBN 9788852052347.